# Flexamia prairiana
Flexamia prairiana är en insektsart som beskrevs av Delong 1937. Flexamia prairiana ingår i släktet Flexamia och familjen dvärgstritar. Inga underarter finns listade i Catalogue of Life.